# Sapirova vysoká škola
Sapirova vysoká škola (hebrejsky: המכללה האקדמית ספיר‎, ha-Michlala ha-akademit Sapir, zkráceně pouze Sapir, je vzdělávací komplex v Izraeli, v Jižním distriktu, v oblastní radě Ša'ar ha-Negev.
Leží v nadmořské výšce 115 m na pomezí pobřežní nížiny (region Šefela) a severního okraje pouště Negev. Nachází se 12 km od břehu Středozemního moře, 65 km jihojihozápadně od centra Tel Avivu, 67 km jihozápadně od historického jádra Jeruzaléma a 1 km jižně od města Sderot. Sapir Academic College je na dopravní síť napojena pomocí lokální silnice 232, která západně od areálu ústí do dálnice číslo 34.

## Dějiny

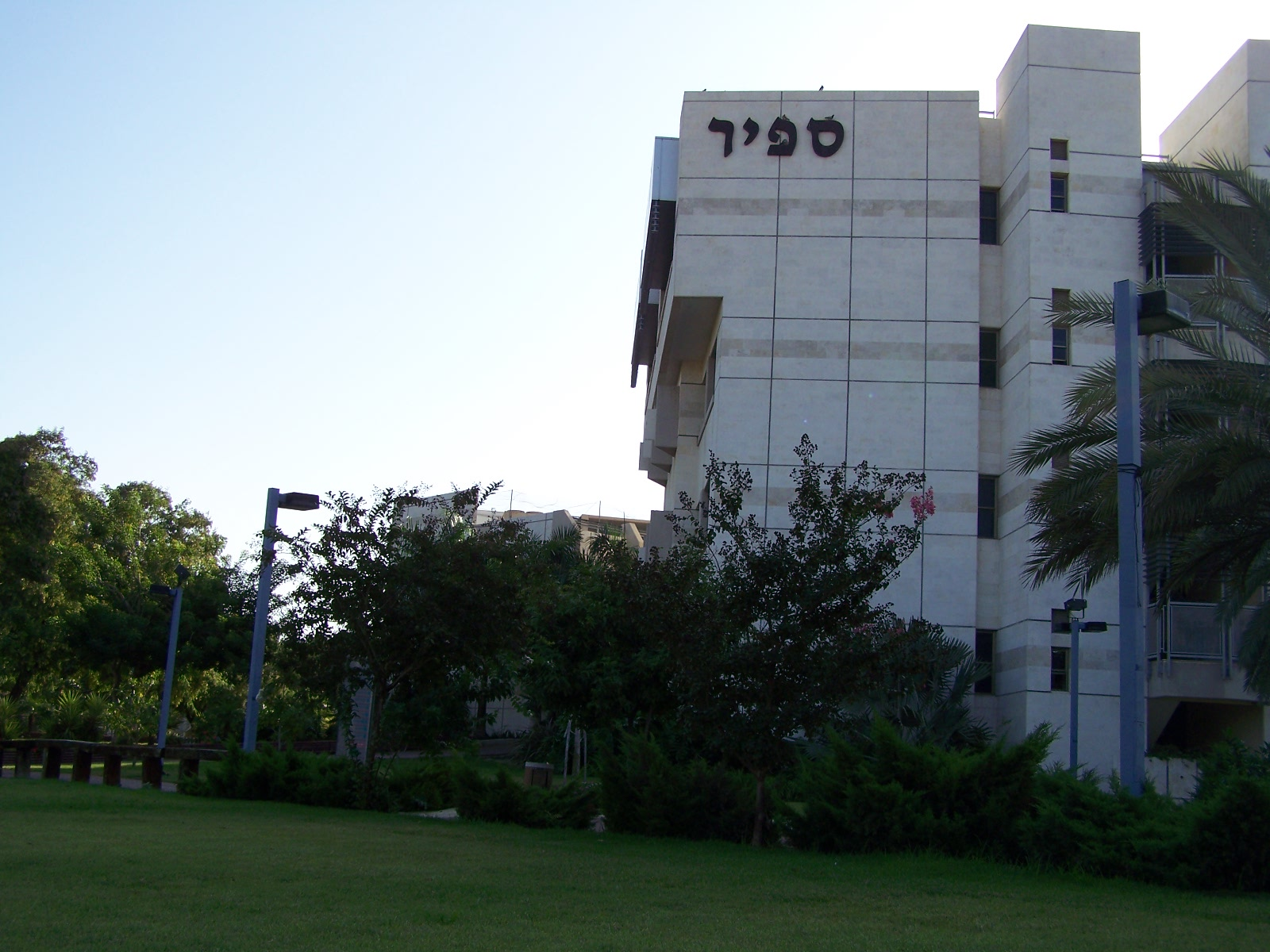
Architektura v areálu vysoké školy

Sapir byl založen v roce 1963. Pojmenován je podle izraelského politika Pinchase Sapira. Původně šlo o večerní školu pro doplňkové vzdělávání dospělých. Umístěn byl do prostoru bývalé základny izraelské armády, jež byla opuštěna armádou po Suezské krizi roku 1956. Lokalita ale nebyla vhodná a proto se vedení oblastní rady Ša'ar ha-Negev rozhodlo přesunout školu do blízkosti již existující regionální střední školy na jižním okraji nově budovaného města Sderot. Od počátku škola spolupracovala s Ben Gurionovou univerzitou v Beerševě.
Počátkem 70. let 20. století se předáci oblastní rady s podporou představitelů okolních vesnic i měst zasadili o rozšíření ústavu. Získal tehdy i podporu Židovské agentury, která podporovala podobná vzdělávací centra na izraelském venkově. Židovská agentura pak získala finanční podporu od židovských organizací v Paříži a New Yorku. Díky těmto zdrojům se zde podařilo zbudovat centrum, které se zaměřovalo na inženýrské a technologické studium. Pak přibyl ústav zaměřený na komunikaci. Další rozvoj prodělala škola počátkem 90. let 20. století, kdy sloužila pro výuku tisíců nových židovských imigrantů. V té době se oficiálně osamostatnila od univerzity v Beerševě. Židovská agentura tehdy pro ně také na severním okraji Sderotu postavila studentskou vesnici Ibim.
V současnosti navštěvuje školu přes 8000 žáků, z toho 4000 v oborech akreditovaných jako vysokoškolské studium. Škola má tři hlavní fakulty: humanitní, sociálních studií a technologických věd, s celkem 15 katedrami.
V únoru 2008 dopadla do areálu školy raketa odpálena palestinskými ozbrojenci z pásma Gazy. Zabila 47letého Roniho Jihjeho z mošavu Bitcha, který zde právě navštěvoval vzdělávací kurz.